# Aristida stipitata
Aristida stipitata är en gräsart som beskrevs av Eduard Hackel. Aristida stipitata ingår i släktet Aristida och familjen gräs.
Artens utbredningsområde är Namibia.

## Underarter
Arten delas in i följande underarter:
- A. s. graciliflora
- A. s. ramifera
- A. s. robusta
- A. s. spicata